# Neuenhaus (Kürten)
Neuenhaus war ein Wohnplatz in der Gemeinde Kürten im Rheinisch-Bergischen Kreis.

## Lage und Beschreibung
Der Ort liegt östlich von Bechen, mit dem er einen geschlossenen Siedlungsraum bildet. Der Ort ist nicht wüstgefallen, sondern in Bechen aufgegangen. Heute wird der Name Neuenhaus nicht mehr verwendet.

## Geschichte
Der Ort ist auf der Topographischen Aufnahme der Rheinlande von 1824 als Neuhaus verzeichnet.
Auf der Preußischen Neuaufnahme von 1892 ist er als Neuenhaus verzeichnet. Danach wird er nicht mehr auf Karten verwendet.
1822 lebten elf Menschen im als Hof kategorisierten und Neuenhaus bezeichneten Ort.
Der 1845 laut der Uebersicht des Regierungs-Bezirks Cöln als Weiler mit Schule kategorisierte Ort besaß zu dieser Zeit zwölf Wohnhäuser. Zu dieser Zeit lebten 93 Einwohner im Ort, davon 81 katholischen und zwölf evangelischen Bekenntnisses.
Die Gemeinde- und Gutbezirksstatistik der Rheinprovinz führt Neuenhaus 1871 mit 24 Wohnhäusern und 133 Einwohnern auf.
Im Gemeindelexikon für die Provinz Rheinland von 1888 werden 29 Wohnhäuser mit 117 Einwohnern angegeben.
1895 hatte der Ort 25 Wohnhäuser und 122 Einwohner.
1905 besaß der Ort 20 Wohnhäuser und 107 Einwohner und gehörte konfessionell zum katholischen Kirchspiel Bechen und zum evangelischen Kirchspiel Dabringhausen.
1927 wurden die Bürgermeisterei Kürten in das Amt Kürten überführt. In der Weimarer Republik wurden 1929 die Ämter Kürten mit den Gemeinden Kürten und Bechen und Olpe mit den Gemeinden Olpe und Wipperfeld zum Amt Kürten zusammengelegt. Der Kreis Wipperfürth ging am 1. Oktober 1932 in den Rheinisch-Bergischen Kreis mit Sitz in Bergisch Gladbach auf.
1975 entstand aufgrund des Köln-Gesetzes die heutige Gemeinde Kürten, zu der neben den Ämtern Kürten, Bechen und Olpe ein Teilgebiet der Stadt Bensberg mit Dürscheid und den umliegenden Gebieten kam.